# Malcolm Wilson
Malcolm Wilson (Cockermouth, 17 de fevereiro de 1956) é um antigo piloto britânico de ralis. Competiu no Campeonato Mundial de Rali (WRC). É o pai do piloto Matthew Wilson.

## Carreira

### Piloto
Como piloto, ganhou por duas vezes o nacional de ralis na década de 1970 e ganhou o British international Crown em 1994, ao volante de um Ford Escort.
Tem mais de 20 anos de experiência no WRC, sendo a maior parte ao serviço da Ford. Conduziu por três construtores diferentes, incluindo a MG, na categoria de Grupo B com um MG Metro 6R4, tendo partilhado os carros com o seu navegador inglês Tony Pond. Passou diversos anos na Ford como chefe de testes, desenvolvendo novos carros, incluindo o pouco visto Ford Escort RS 1700T e o Ford RS200.

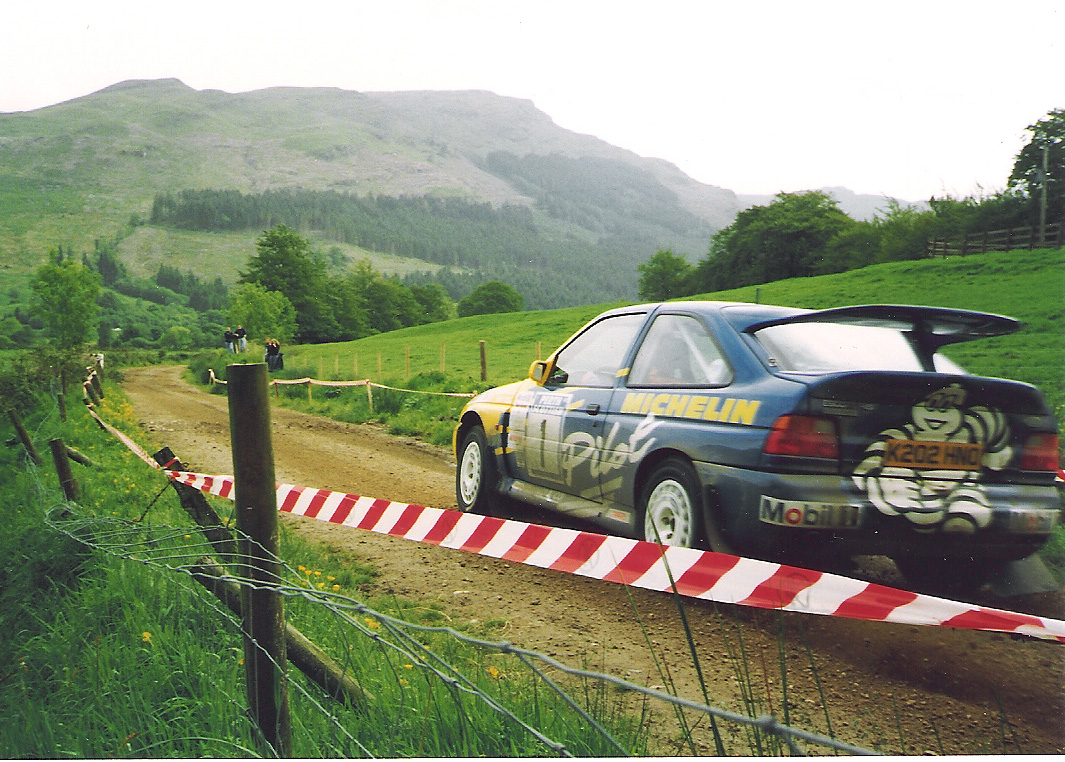
Wilson numa prova na Escócia

### Diretor
Após uma carreira de sucesso como piloto, passou a ser responsavél pela equipa da Ford na World Rally Team a M-Sport, tendo como base em Dovenby Hall, perto de Cockermouth no Reino Unido.
Sob a sua liderança, a M-Sport (antes designada de Malcolm Wilson Motorsport) tornou-se numa das mais competitivas equipas privadas de sempre, com títulos e vitórias em ralis conquistados. A equipa emprega mais de 170 pessoas. O seu trabalho culminou na temporada de 2006 com o título mundial, sendo o primeiro ao fim de 25 anos de participação.